# 毒性休克症候群
毒性休克症候群（英語：Toxic shock syndrome，TSS）是一種因細菌外毒素引起的症候群。相關症狀包含發燒、紅疹、皮膚脫落，及低血壓等。其它與特定病原菌相關的症狀包含乳腺炎、骨髓炎、坏死性筋膜炎及肺炎等。
造成毒性休克症候群的病原菌包含化膿性鏈球菌（Streptococcus pyogenes）和金黃葡萄球菌（Staphylococcus aureus）。鏈球菌性毒性休克症候群有時又稱為似毒性休克症候群（toxic-shock-like syndrome，TSLS），其致病機轉乃是入侵性鏈球菌性或局部葡萄球菌感染釋出的超级抗原所致。葡萄球菌性的危險因子包含使用超吸水型衛生棉條，或是兒童身上的表皮病灶。診斷一般透過症狀進行。
治療方式可給予抗细菌药，若存在膿瘍建議切開引流。静脉注射免疫球蛋白也可以用於治療。一般建議若為鏈球菌性感染建議進行外科清創，移除感染源，但此作法的必要性相關實證仍相對薄弱。有些文獻甚至建議可以延後清創。鏈球菌性感染的死亡率高達五成，葡萄球菌則約為5%，可能在2日內致死。
在美國，鏈球菌性毒性休克症候群約為每年10萬分之3，葡萄球菌性則約為20萬分之1。此疾病在发展中国家較為常見。本疾病於1927年首度記述。由於毒性休克症候群與超吸水性衛生棉條的高度相關性，目前此類產品已經全面下架。

## 外部連結
- Stevens, Dennis. . Emerging Infectious Diseases（英语：Emerging Infectious Diseases）. 1995-09, 1 (3)  [2022-07-31]. PMC 2626872 . PMID 8903167. doi:10.3201/eid0103.950301. （原始内容存档于2011-09-06）.
- . Toxic Shock Syndrome information service.   [2019-03-10]. （原始内容存档于2008-05-09）.